# John Sung

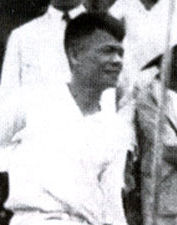
John Sung, 1935

John Sung (chinesisch 宋尚節 / 宋尚节, Pinyin Sòng Shàng-Jíe, W.-G. Sung4 Shang4-Chieh2; * 27. September 1901 in Hinghwa, Fujian, Kaiserreich China; † 18. August 1944 in Peking) war ein chinesischer Naturwissenschaftler und Evangelist.

## Lebenslauf und geistlicher Werdegang
John Sung war der Sohn eines Methodisten-Predigers und wuchs in einem gläubigen methodistischen Elternhaus auf. Er kam bereits mit 9 Jahren zum christlichen Glauben. Im Jahr 1920 ging er im Alter von 19 Jahren unter Missbilligung seines Vaters in die USA und absolvierte ein Studium der Chemie an der Wesley University in Ohio bzw. später an der Ohio State University sowie am Union Theological Seminary. Nach fünf Jahren Studium schloss er mit folgenden akademischen Titeln ab: Bachelor of Science, Master of Science und Doctor of Philosophy.
Am Union Theological Seminary lehrten liberale Gelehrte wie z. B. Dr. van Dusen und Dr. H. E. Fosdick. John Sung verlor hier seinen christlichen Glauben und wandte sich den östlichen Religionen und Philosophien zu, z. B. Lao-tse. Dann wurde er zu einer Evangelisation eingeladen und war tief beeindruckt von der Kraft und Vollmacht des Gebets bzw. der Verkündigung. John Sung begann in christlichen Lebensbildern nach dieser Kraft zu suchen. Am Neujahrsabend 1927 erlebte er seine Erweckung aufgrund des Bibelwortes „Gott verwirft die Weisheit dieser Welt“ (1. Kor 1,19 ). Ihr folgte nach einiger Zeit der Kämpfe die Bekehrung. Er verbrannte daraufhin seine liberal-theologischen Bücher, musste allerdings eine Zeit lang in einer psychiatrischen Klinik behandelt werden. Sechs Monate später wurde John Sung, unter der Auflage die USA zu verlassen, entlassen.
An Bord des Dampfers, der ihn nach China zurückbrachte, warf er alle seine Diplome und Ausbildungsnachweise, außer seinem Doktordiplom, das er seinem Vater zeigen wollte, über Bord. Er wollte sich hinfort nur noch der Evangelisation Chinas widmen. Er war dann jahrelang einer der herausragenden Evangelisten Chinas in der Erweckung, die 1927 begann. Es sollen sich bei seinen Evangelisationsveranstaltungen auch Glaubensheilungen ereignet haben. Er heiratete Yü-mei, das Mädchen, mit dem er verlobt war.
Am 18. August 1944 starb er nach langer Krankheit und mehreren Operationen. Beerdigt wurde er von Wang Ming-Tao, der sein persönlicher Freund war.